# Oskar von Hardegg
Oskar von Hardegg fue un oficial de Wurtemberg que fue notorio por ser la figura al mando wurtemburguesa en la batalla de Werbach durante la guerra austro-prusiana.

## Biografía
Hardegg era el quinto hijo varón del oficial jefe y médico personal Johann Georg von Hardegg en Ludwigsburg. Su hermano era el escritor militar Julius von Hardegg.
Se crio en la población en que nació, asistió al Lyceum ahí y desde marzo de 1831 a la Escuela Militar (Kriegsschule Ludwigsburg). En abril de 1834 abandonó la institución educativa como teniente y se unió al 7.º Regimiento de Infantería del Ejército de Wurtemberg en Stuttgart. Después de algún tiempo fue transferido al Cuerpo de Ingenieros, en el que fue promovido a Oberleutnant en 1842. Después se unió al Estado Mayor General y en 1847 avanzó al rango de capitán. Cuando el Teniente General Moriz von Miller asumió el mando de la Oficina de Guerra el 2 de julio de 1850, hizo de Hardegg su asistente. En el curso de su trabajo en el Ministerio de Guerra, Hardegg fue promovido a Mayor en 1850, Teniente Coronel en 1852 y Coronel en 1856. Con el propósito de poder ganar experiencia práctica de nuevo, Hardegg pidió ahora ser transferido a un regimiento de infantería de línea y fue nombrado comandante del 4.º Regimiento de Infantería. Sirvió en el regimiento desde el 22 de septiembre de 1856 hasta el 27 de abril de 1857. Después fue promovido a mayor general y se convirtió en comandante de brigada y gobernador teniente de Ulm. En 1865 fue promovido a teniente general, comandante de división y gobernador de Stuttgart. Tras la dimisión del Ministro de Guerra Kuno von Wiederd el 5 de mayo de 1866, asumió la administración del Ministerio de Guerra.

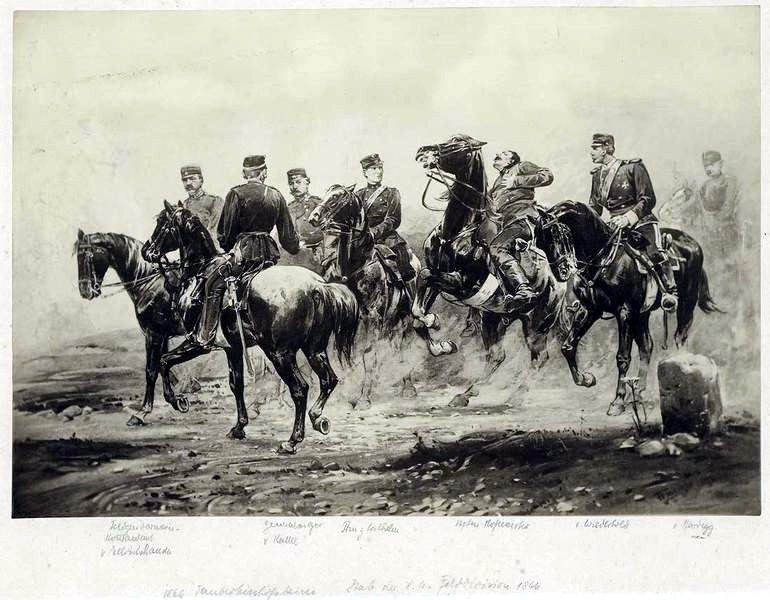
Oskar von Hardegg a la derecha al fondo con el personal de la división de campo real de Wurtemberg en la batalla de Tauberbischofsheim

Al estallar la guerra austro-prusiana en 1866, como comandante de división de campo, condujo las tropas en la batalla de Tauberbischofsheim. Durante la guerra, tuvo una disputa con su contraparte bávara, Siegmund von Pranckh, sobre si usar el nuevo sistema prusiano o el Sistema de Guardia Suiza. Conociendo el peligro de la falta de centralización de los Estados Alemanes del Sur, en octubre de 1866, Hardegg envió un memorándum a Baden, Wurtemberg, Hesse-Darmstadt, y Baviera para trabajar en la estandarización de equipos, organización y entrenamiento de sus ejércitos. Tras el fin de la guerra, retornó al Ministerio de Guerra en Stuttgart y se retiró en abril de 1867 cuando surgió la cuestión de Luxemburgo.
Además de sus conocimiento profesional y especialista, Hardegg cultivó la pasión por la música, como pianista y compositor. Una de sus composiciones más populares fue la canción Schwarzes Band.

## Familia
Oskar von Hardegg se casó con Ottilie Kausler, la hija del Coronel von Kausler. El matrimonio produjo dos hijos. La hija se casó con el Coronel bávaro Freiherr von Freyberg-Eisenberg en Dillingen; el hijo de Hardegg se hizo capitán y comandante del 8.º Regimiento de Infantería de Wurtemberg No. 126.

## Condecoraciones
- Orden de la Corona, 1851
- Orden de Federico, 1864[5]
- Orden al Mérito Militar, 18 de agosto de 1866 (Cruz de Caballero)